# Albana m-griseum
Albana m-griseum – gatunek chrząszcza z rodziny kózkowatych i podrodziny zgrzypikowych. Jedyny przedstawiciel rodzaju Albana.

## Zasięg występowania
Gatunek ten występuje w Hiszpanii oraz we Francji.